# カモノハシガエル
カモノハシガエル (Rheobatrachus silus) は、カメガエル科に分類されるカエル。絶滅種。別名イブクロコモリガエル。

## 分布
オーストラリア（クイーンズランド州南東部）固有種

## 形態
体長オス3.3-4.1センチメートル、メス4.5-5.4センチメートル。背面の皮膚は鮫肌状か顆粒状。背面の色彩は褐色や黄褐色、黒で、不明瞭な暗色斑が入る。眼から前肢基部にかけて暗色の筋模様が入る。四肢背面には暗色の横縞、指趾や水かきには褐色の斑紋が入る。腹面の色彩は白く、淡黄色の斑紋が入る。
卵の保護膜や幼生からは胃酸の生成や消化活動の働きを妨げるプロスタグランジンE2が分泌され、胃の中でも消化されないようになっている。

## 生態
山地にある湿潤硬葉樹林内を流れる岩の多い渓流に生息していた。水棲。夜行性で、昼間は岩の下などで休んでいた。
食性は動物食。陸上にいる獲物をめがけて突進し、口で咥えて捕食していた。
繁殖形態は卵生。11-翌1月に1回に18-25個の卵を産む。メスは発生がある程度進むと卵を胃の中で育てる。卵は母の胃の中で孵化・変態し、母は6-7週間後に口から変態した6-25頭の幼体を吐き出す。

## 人間との関係
以前より発見例はあったが、1972年に再発見された後に記載された。1981年以降は自然下での発見例が無く、飼育個体も1983年までに死亡してしまい、絶滅したと考えられている。絶滅の原因は不明だが、生息地が保護区内で管理されていたことから、カエルツボカビ症が原因と考えられている。
近年、クローン技術を用いての復活再生が試みられているが、胚の初期段階までの成長に留まり、いずれも数日で死滅に至っている。